# فیلیپ کاتلر
فیلیپ کاتلر (به انگلیسی: Philip Kotler) (زاده ۲۷ می ۱۹۳۱ در شیکاگو، ایلینوی) از استادان مطرح دانش بازاریابی جهان و از پیشگامان بازاریابی مدرناست. وی بیش از ۸۰ جلد کتاب و بیش از یکصد مقاله در این حوزه منتشر کرده که بسیاری از آن‌ها به زبان‌های مختلف ترجمه شده‌است. کتاب اصول بازاریابی، همچنان به‌عنوان یکی از معتبرترین مراجع در این رشته به‌شمار می‌رود.
او دارنده درجه استاد ممتاز «اس سی جانسون و پسر» رشته بازاریابی بین‌المللی است و این درجه را در دانشکده مدیریت دانشگاه نورثوسترن دریافت کرده‌است.

## سرگذشت
فیلیپ کاتلر در سال ۱۹۳۱ در شهر شیکاگو، ایلینوی در ایالات متحده آمریکا متولد شد. او هنگام تحصیل در انستیتو تکنولوژی دانشگاه شیکاگو و ماساچوست، در آغاز کار خود به‌عنوان یک اقتصاددان به تدریس و آموزش مشغول شد. در سال ۱۹۶۲ میلادی، فیلیپ به بازاریابی روی آورد و اولین کتاب خود را با عنوان «مدیریت بازاریابی» در سال ۱۹۶۷ به چاپ رساند. این کتاب افزون بر ۱۲ نوبت در تیراژ گسترده به چاپ مجدد رسید و با استقبال بسیار خوبی در سطح جهانی روبه‌رو شد. فیلیپ کاتلر دورهٔ کارشناسی ارشد خود را در رشتهٔ اقتصاد در دانشگاه شیکاگو با موفقیت به پایان رساند و در ام.آی.تی. تحصیلات خود را تا مقطع دکتری ادامه داد. پس از آن در دانشگاه هاروارد در زمینهٔ ریاضیات، و در دانشگاه شیکاگو در زمینهٔ علوم رفتاری پژوهش‌هائی را به انجام رساند. فیلیپ کاتلر اولین شخصی بود که در سال ۱۹۸۵ جایزهٔ «بهترین مربی بازاریابی» را دریافت کرد. او همچنین پیشتر نیز در سال ۱۹۷۵ از سوی اعضاء آکادمیک انجمن بازاریابی آمریکا، لقب «پیشگام در تفکر بازاریابی» را دریافت کرد. سپس در سال ۱۹۸۷ «جایزهٔ پاول کانورس» این انجمن را نیز برای تقدیر از تلاش‌های او در زمینه بازاریابی به‌خود اختصاص داد. در سال ۱۹۸۹، جایزهٔ سالانه تحقیقات بازاریابی چارلز کولیج پارلین را دریافت کرد و در سال ۱۹۹۵، انجمن بین‌المللی مدیران اجرائی بازاریابی، او را «بهترین بازاریاب سال» نامیدند. او همچنین مدیریت‌های بسیار مهمی را در کارنامهٔ کاری خود دارد؛ رئیس کالج بازاریابی انستیتوی علوم مدیریت، مدیر انجمن بازاریابی آمریکا، مدیر انستیتو علوم بازاریابی، مدیر گروه‌ام. ای.سی. عضو هیئت مشاور یانکلوویچ و عضو هیئت مشاور کوپرنیک. در حال حاضر نیز کاتلر یکی از اعضاء هیئت مدیرهٔ انستیتو شیکاگو و هیئت مشاور بنیاد دراکر است. فیلیپ کاتلر، به جهت فعالیت‌ها و تلاش‌های تحسین برانگیزش در زمینهٔ بازاریابی و اقتصاد توانسته‌است در جایگاه رفیعی نزد دست‌اندرکاران این شاخهٔ علمی قرار گیرد. دانشگاه استکهلم (سوئد)، دانشگاه زوریخ (سوئیس)، دانشگاه اقتصاد و بازرگانی آتن (یونان)، دانشگاه دپاول (فرانسه)، دانشگاه اقتصاد و مدیریت بازرگانی وین (اتریش)، مؤسسهٔ اقتصاد و بازرگانی کراکو (لهستان)، دانشگاه علوم اقتصادی بوداپست (مجارستان) و دانشگاه کاتولیک سانتور دومینگو، در قدردانی و تحسین وی به‌دلیل زحماتی که در این زمینه متحمل شده‌است، به او مدرک دکتری افتخاری اعطا کرده‌اند.

## اندیشه‌ها
کاتلر درک مفهوم بازاریابی را ساده اما اجرای آن را بسیار دشوار می‌داند. وی بر اساس آنچه کاتلریسم خوانده می‌شود معتقد است که بازاریابی بخشی از فلسفه مدیریت مدیران است. مدیران باید با شناخت نیازهای مشتریان، برای آنان ارزش افزوده بیافرینند و رضایت آنان را به‌دست بیاورند تا نهایتاً بتوانند با فروش محصولشان، برای سازمان خود سود کسب کنند.
کاتلر گسترش و کاربرد ابزارهایی از قبیل تجزیه و تحلیل بازار، توسعه محصولات جدید، برنامه‌ریزی راهبردی و سیستم‌های اطلاعاتی یکپارچه را برای موفقیت مدیران بازاریابی توصیه می‌کند. وی مفهوم نیاز مشتری و ارزش‌آفرینی برای مشتری را به‌عنوان مهم‌ترین وظایف مدیران بازاریابی، جایگزین قیمت، فروش و توزیع نمود. او سازمان‌ها را متقاعد کرد که با مدل مشتری‌مداری فکر کنند و وفاداری مشتری را به‌دست آورند. اولین کتاب وی در حوزه بازاریابی برای بخش غیرانتفاعی در سال ۱۹۷۳ است که تکمیل تحقیقات وی در سال ۲۰۱۰ در کتابی با عنوان بازاریابی بخش عمومی تألیف شده‌است. کتاب فوق توسط دکتر مهدی خادمی استاد سرشناس بازاریابی و حامد محبی به فارسی برگردانده شده‌است.

## کتب
از جمله مهم‌ترین کتاب‌‌های تالیف شده در حوزه بازاریابی که در دانشگاه‌ها نیز به عنوان کتاب پایه بازاریابی تدریس می‌شود کتاب اصول بازاریابی نوشته فیلیپ کاتلر است. هر چند تصور برخی براین است که با توجه به گذشت چند دهه از تالیف این کتاب مطالب آن دیگر کارایی ندارد، اما به جرات می‌توانیم این کتاب را به عنوان کامل‌ترین کتاب در حوزه اصول بازاریابی معرفی کرد.

## کاتلر ایمپکت
فیلیپ کاتلر، نهادی را با نام کاتلر ایمپکت -یک جامعه بازاریابی استراتژیک- تاسیس کرده است که به دنبال ترویج مفهوم توسعه اقتصادی پایدار است. کاتلر ایمپکت به نسلی باور دارد که پایدار، تحول‌گرا و تغییرپذیر باور دارد که از طریق تجمیع تنوع بازار، اجرایی کردن منابع اصلی آموزشی و تعهد رهبران دنیای کسب‌وکار به تعالی، حاصل خواهد شد.

### شرکای تجاری کاتلر ایمپکت در سراسر جهان به ترتیب حروف الفبا
AMF
Association of Child Protection Professionals
Bangladesh Brand Forum
EMC
FUJIFILM
HDRA
hội marketing việt nam
IMD
Istanbul Chamber of Commerce
Italian Marketing Foundation
Korean Marketing Association
MIS
MYEVENTSINTERNATIONAL
Nestle
NEWSPICKS
NUB بایگانی‌شده  در ۲۹ نوامبر ۲۰۲۰ توسط Wayback Machine
معنا
Pearson
ResInt Canada
UniKL
Vietnam Marcom
WEEVO

## اجلاس جهانی بازاریابی
پروفسور فیلیپ کاتلر به عنوان پدر بازاریابی مدرن و برجسته‌ترین متخصص جهان در بازاریابی استراتژیک، رویداد اجلاس جهانی بازاریابی را در سال ۲۰۱۰ بنیان نهاد، اجلاسی که هر ساله گفتگوهایی در آن انجام می‌شود که در سراسر جهان منتظر شنیدن آن هستند. در این رویداد هر ساله رهبران دنیای کسب‌وکار و آکادمی را از سراسر جهان گرد هم می‌آورد تا جنبش‌هایی جهانی از طریق استراتژی‌های بازاریابی را آغازگر باشند. جنبش‌هایی که تغییراتی در رفتار انسانی برانگیزاند که منجر به اثراتی مثبت بر جوامع گردد.

## اجلاس آنلاین جهانی بازاریابیeWMS
در سال 2020 با شروع پاندمی کرونا اجلاس جهانی بازاریابی، رویکرد خود را تغییر داد و این رویداد به صورت الکترونیکی و با نام eWMS اجلاس آنلاین جهانی بازایابی برگزار شد. این اجلاس در سال 2021 نیز به صورت آنلاین برگزار شد. در اجلاس سال 2021 محمود محمدیان، عضو هیئت علمی دانشگاه علامه طباطبایی، شاهین فاطمی، به همراه امیر شاهرخی، از ایران سخنرانی داشتند. در اجلاس سال 2022 نیز امیر شاهرخی، سخنرانی داشتند.